# ASCII Media Works
ASCII Media Works, Inc. (яп. 株式会社アスキー・メディアワークス «кабусікігайся асукі: медиа ва:кусу») — японське видавництво, яке входить до холдингу Kadokawa Group Holdings.

## Конкурси
ASCII Media Works є спонсором двох щорічних конкурсів: Dengeki Comic Grand Prix та Dengeki Taisho